# Pyrenula lineatostroma
Pyrenula lineatostroma är en lavart som beskrevs av Aptroot. Pyrenula lineatostroma ingår i släktet Pyrenula och familjen Pyrenulaceae.   Inga underarter finns listade i Catalogue of Life.